# Strickland (Familienname)
Strickland ist ein englischer Familienname.

## Namensträger
- Amzie Strickland (1919–2006), US-amerikanische Schauspielerin
- Agnes Strickland (1796–1874), britische Schriftstellerin
- Brad Strickland (* 1947), US-amerikanischer Schriftsteller
- Carol Strickland (* 1946), US-amerikanische Kunstwissenschaftlerin
- Craig Strickland (1986–2015), US-amerikanischer Country-Sänger
- David Strickland (1969–1999), US-amerikanischer Filmschauspieler
- Donna Strickland (* 1959), kanadische Laserphysikerin und Nobelpreisträgerin
- E. J. Strickland (Enoch Jamal Strickland; * 1979), US-amerikanischer Jazz-Schlagzeuger
- Earl Strickland (* 1961), US-amerikanischer Poolbillard-Spieler
- Gail Strickland (* 1947), US-amerikanische Schauspielerin
- Gerald Strickland, 1. Baron Strickland (1861–1940), britischer Kolonialbeamter und maltesischer Politiker
- Hardy Strickland (1818–1884), US-amerikanischer Plantagenbesitzer, Goldgräber und Politiker sowie konföderierter Offizier
- Hugh Edwin Strickland (1811–1853), englischer Geologe, Ornithologe und Systematiker
- Johnnie Strickland (1935–1994), US-amerikanischer Rockabilly- und Rock'n'Roll-Musiker
- Josh Strickland (* 1983), US-amerikanischer Sänger und Schauspieler
- Joseph Edward Strickland (* 1958), US-amerikanischer Geistlicher, bis 2023 Bischof von Tyler
- KaDee Strickland (* 1975), US-amerikanische Schauspielerin
- Keith Strickland (* 1953), US-amerikanischer Musiker und Komponist
- Mabel Strickland (1899–1988), maltesische Politikerin und Journalistin
- Marcus Strickland (* 1979), US-amerikanischer Jazz-Saxophonist
- Marilyn Strickland (* 1962), US-amerikanische Politikerin, Bürgermeisterin von Tacoma, Washington
- Napoleon Strickland (1919–2001), US-amerikanischer Bluesmusiker
- Neil Strickland (* 1966), britischer Mathematiker
- Randolph Strickland (1823–1880), US-amerikanischer Politiker
- Reggie Strickland (* 1968), US-amerikanischer Boxer
- Rod Strickland (* 1966), US-amerikanischer Basketballspieler
- Shirley Strickland de la Hunty (1925–2004), australische Leichtathletin
- Stan Strickland, US-amerikanischer Jazzmusiker
- Swerve Strickland (* 1990), amerikanischer Wrestler
- Ted Strickland (* 1941), US-amerikanischer Politiker
- Ted L. Strickland (1932–2012), US-amerikanischer Politiker
- Thomas Strickland (Ritter) (um 1440–1494/97), englischer Ritter
- Thomas J. Strickland (1932–1999), US-amerikanischer Maler
- Walter Strickland (Esquire), englischer Ritter
- William Strickland (Bischof) († 1419), englischer Geistlicher, Bischof von Carlisle
- William Strickland (Navigator) († 1598), englischer Seefahrer und Politiker
- William Strickland, 1. Baronet (um 1596–1673), englischer Politiker
- William Strickland, 3. Baronet (1665–1724), englischer Politiker
- William Strickland, 4. Baronet (um 1686–1735), englischer Politiker
- William Strickland (Architekt) (1788–1854), US-amerikanischer Architekt
- William Strickland (Dirigent) (1914–1991), US-amerikanischer Dirigent
- William Strickland (Beachvolleyballspieler) (* 1980), US-amerikanischer Beachvolleyballspieler